# Maceió
Maceió, Alagoas, Brazília legkisebb államának fővárosa, Recife-től 160 km-re délre. Lakosainak száma 930 000 fő volt 2010-ben, az agglomerációé 1 156 000.
A 18. században alapított város 1839-től indult igazi virágzásnak, amikor Alagoas fővárosa lett. Mindezt jó kikötőjének köszönheti. Maceió kikötőjéből szállítják el az állam mezőgazdasági termékeit. A város gazdaságában fontos szerepe van még a cukorgyártásnak, sótermelésnek, gépgyártásnak.
A város lagúnái és kókuszpálmákkal szegélyezett fehér, homokos strandja miatt népszerű üdülőhely.  Maceió szépségét csak kiemeli, hogy a város három szinten épült. A legalsón vannak a strandok, a kikötő, és a kereskedelemé. A középsőn a közhivatalok és az üzleti életé. A legmagasabban fekvő szinten a lakónegyedek.
Természeti szépségei vetekszenek a legszebb brazil városokkal, strandjai a riói tengerparttal.
A városnak nemzetközi forgalmú repülőtere van.

## Galéria

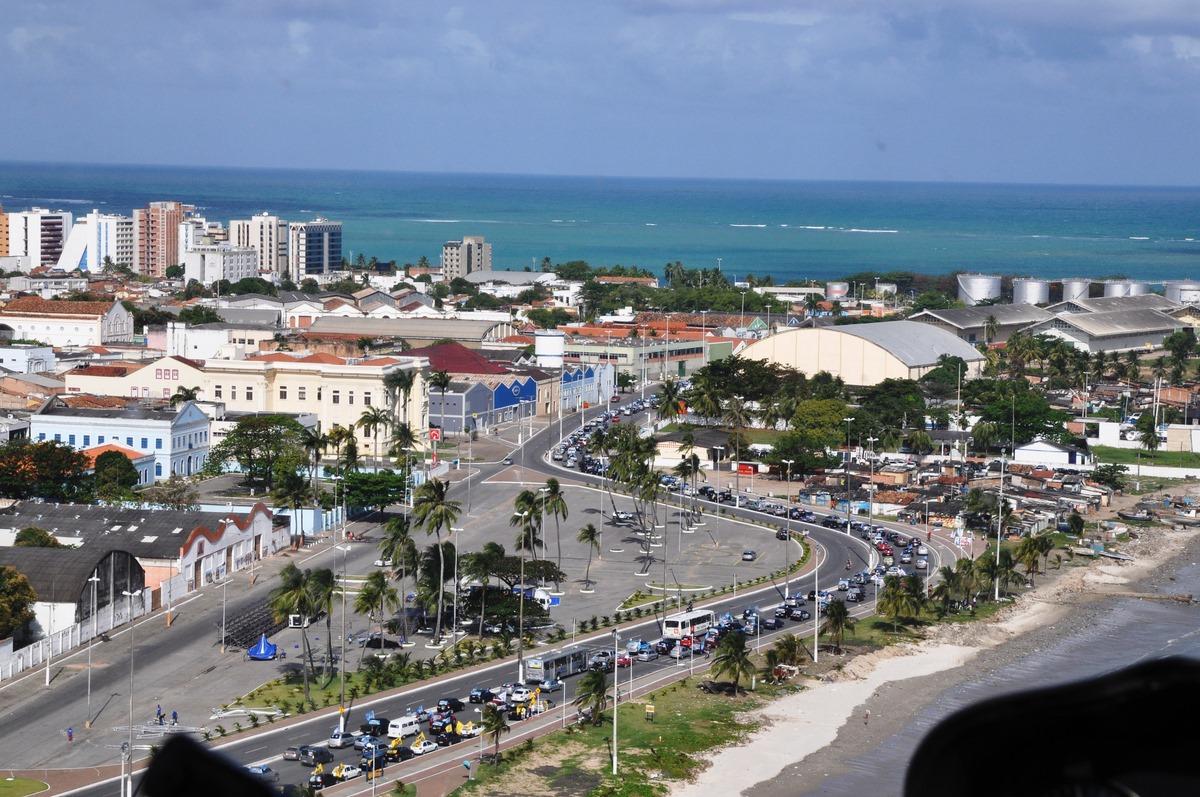
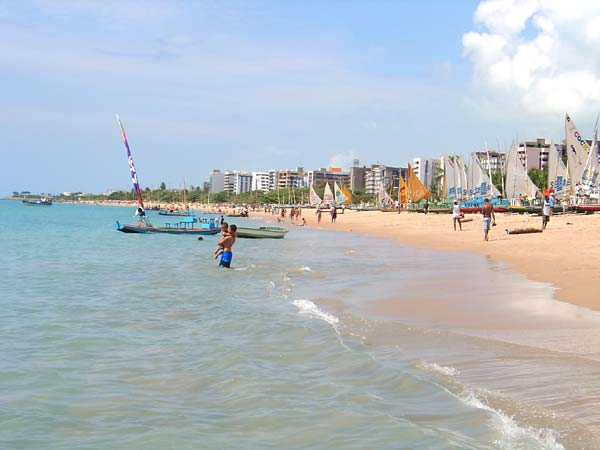
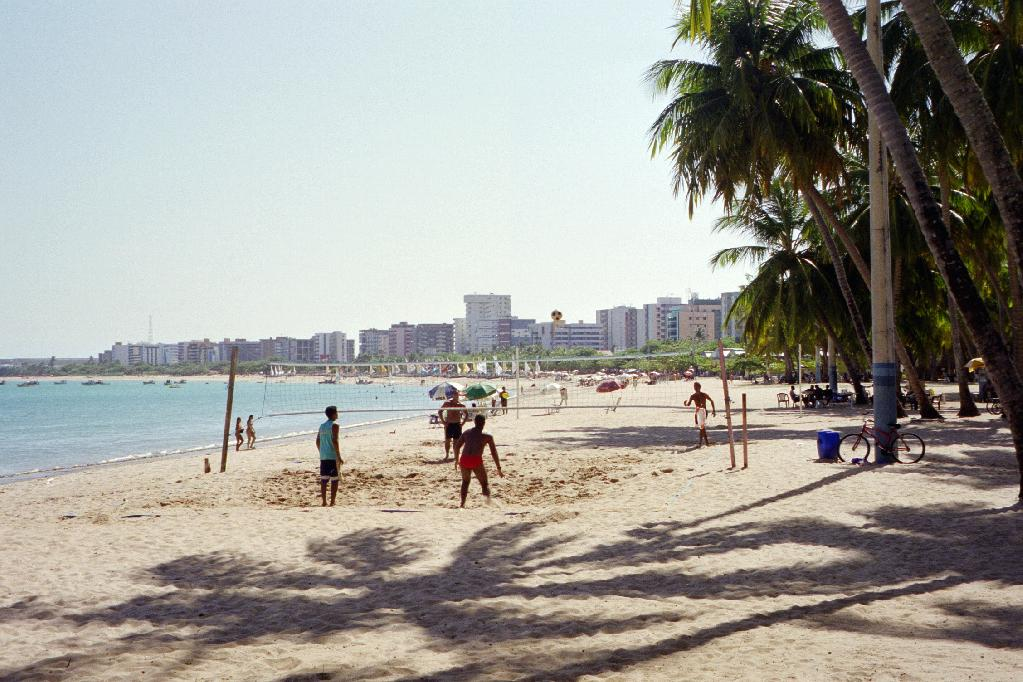

## Éghajlata
| Hónap                                                                            | Jan. | Feb. | Már. | Ápr. | Máj. | Jún. | Júl. | Aug. | Szep. | Okt. | Nov. | Dec. | Év   |
| -------------------------------------------------------------------------------- | ---- | ---- | ---- | ---- | ---- | ---- | ---- | ---- | ----- | ---- | ---- | ---- | ---- |
| Rekord max. hőmérséklet (°C)                                                     | 34,8 | 34,9 | 35,0 | 35,3 | 36,4 | 31,8 | 31,1 | 31,8 | 39,3  | 34,6 | 38,4 | 35,4 | 39,3 |
| Átlagos max. hőmérséklet (°C)                                                    | 31,0 | 31,4 | 31,5 | 30,6 | 29,5 | 28,3 | 27,6 | 27,6 | 28,4  | 29,9 | 30,8 | 31,2 | 29,8 |
| Átlagos min. hőmérséklet (°C)                                                    | 21,4 | 21,8 | 22,1 | 21,8 | 21,2 | 20,3 | 19,7 | 19,7 | 19,9  | 20,3 | 20,9 | 21,2 | 20,9 |
| Rekord min. hőmérséklet (°C)                                                     | 17,9 | 17,8 | 16,4 | 13,2 | 17,0 | 11,3 | 15,0 | 15,0 | 15,8  | 17,0 | 17,4 | 17,9 | 11,3 |
| Átl. csapadékmennyiség (mm)                                                      | 83   | 73   | 117  | 208  | 297  | 354  | 265  | 202  | 120   | 62   | 47   | 41   | 1867 |
| Havi napsütéses órák száma                                                       | 241  | 219  | 210  | 203  | 199  | 163  | 169  | 181  | 190   | 220  | 248  | 258  | 2499 |
| Forrás: Instituto Nacional de Meteorologia; Meteo Climat (record highs and lows) |      |      |      |      |      |      |      |      |       |      |      |      |      |